# 佛羅里達州羅德岱堡聖殿
佛羅里達羅德岱堡聖殿（英語：Fort Lauderdale Florida Temple）是佛羅里達州羅德岱堡附近的耶穌基督後期聖徒教會的一座聖殿。 它是該教會的第143座聖殿。
2020年，由於冠状病毒大流行的影響，該聖殿被迫關閉。 